# مالك المطلبي
مالك يوسف المطلبي شاعر وناقد عراقي ولد في ناحية المشرح التابعة لمدينة العمارة عام 1941. وينتمي مالك إلى عائلة علمية وأدبية عريقة تضم الكثير من الشعراء والنقاد والمترجمين والقاصين. والده الشاعر والفقيه اللغوي يوسف المطلبي، ومن ضمن أدباء العائلة الأديب الراحل الناقد والشاعر الدكتور عبد الجبار المطلبي والقاص والشاعر الراحل محمد شمسي (محمد حسين المطلبي) والروائي عبد الرزاق المطلبي والقاص الدكتور غالب المطلبي والشاعرة والمترجمة خلود المطلبي والفنان التشكيلي الدكتور عمر المطلبي .

## مؤلفاته
وقد قام مالك المطلبي، الأستاذ في كلية الفنون الجميلة، جامعة بغداد بتأليف العديد من الكتب والأبحاث ومن ضمنها
- الزمن واللغة (الهيئة المصرية العامة للترجمة والتأليف والنشر، القاهرة 1989).
- السياب ونازك والبياتي دراسة لغوية (دار الشؤون الثقافية بغداد 1986).
- شرح ابن عقيل على الفية ابن مالك (تحقيق مشترك وهو تحقيق جديد يلائم طلاب الجامعة في اقسام اللغة العربية، صدر عن مطبعة دار الحرية-بغداد 1984)

### أبحاث في النحو واللغة
- نظام الرتبة في نظرية النحو العربي.
- المخزومي وتحديث الفكر النحوي.
- أثر الترجمة في التركيب اللغوي العربي في ضوء نظرية الاقتراض.
- ظاهرة الممنوع من الصرف في العربية (مشترك).
- استجابة اللغة العربية للتحديات المعاصرة.
- مفهوم الزمن اللغوي كما ورد في مخطوطة المستشرق بول كراوس(نظام الفعل في اللغات السامية ) مشترك.

### مؤلفات في الأدب والنقد
- الثوب الجسد(تحليل لشعر السياب).
- وهم الحدس في النظرية الشعرية صدر عن كتاب الاتحاد(مؤسسة الاتحاد للصحافة والنشر).
- مرآة السرد (مشترك) دراسة في أدب محمد خضير القصصي (بغداد 1990).

### مؤلفات أخرى
- سواحل الليل بغداد (مجموعة شعرية)1965.
- الذي يأتي بعد الموت (مجموعة شعرية)1979.
- جبال الثلاثاء(مجموعة شعرية) بغداد 1981.

### ذاكرة الكتابة
- حفريات في الوعي اللامهمل (نصوص).
- جمادات متوعكة (مجموعة شعرية).

### قصائد
| - علِّلاني - كانتِ الأرضُ بي قبل نشأتها - والزمانُ ابتدأ من زماني. - وسِيرا بدربي - وكُلا ثمري - واشربا كفَّ ماءٍ بقربي - وناما على كتفي - ترياني - كيف أخلع تاجي - وأكسر قيثارتي - وأرمي حُليِّي، الذهبْ - وقلبي يدقّ بقلب الترابْ - وطني سالمٌ - والعِدا كالسرابْ | - وألبس تاجَ العراقِ، الغضبْ. - لم أنمْ، لم أنم، لم أنمْ - كنتُ صاريةً للعلمْ - ودرعاً يقي طفلةً - تتهجّى - وشيخاً توضأ - كنتُ قبل السواترِ - واقفةً - إن هذا مكاني! - يصبغ الأفقَ لونُ دمي الأرجواني - وأنا قبل كلِّ السواترِ - قلبي يدقّ بقلب الجنودْ - وقلبي يدقّ بقلب العراقْ |  |

### سيناريو
سيناريو( أبو تمام) صدر عن دار الحرية للطباعة 1972
سيناريو المتنبي صدر عن مجلة فنون بغداد 1982